# Rebelión de los panthay

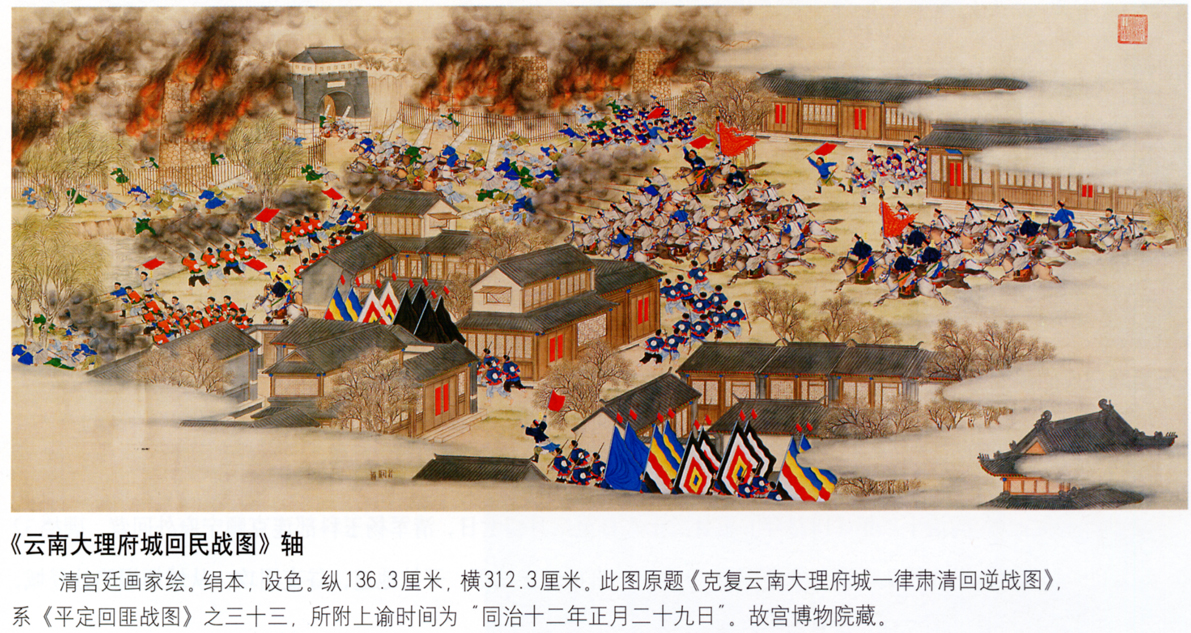
Representación de la reconquista de la ciudad de Dali en 1872 por el ejército imperial de China.

Sello de Du Wenxiu

La rebelión de los panthay (1856–1873), conocida por los chinos como la rebelión de Du Wenxiu (rebelión de Tu Wen-hsiu) o rebelión musulmana (chino simplificado: 杜文秀起义; chino tradicional: 杜文秀起義; pinyin: Dù Wénxiù qǐyì), fue un movimiento separatista del pueblo musulmán hui y otras minorías étnicas no musulmanas, contra los gobernantes manchúes de la dinastía Qing en el suroeste de la provincia de Yunnan (China), como parte de una ola de disturbios multiétnicos liderados por los hui.
'Panthay' es una palabra birmana, que se dice es idéntica a la palabra shan: Pang hse. Ese era el nombre con el que los birmanos llamaban a los musulmanes chinos que llegaban con sus caravanas a Birmania desde la provincia china de Yunnan. El nombre no se utilizaba ni era conocido en Yunnan.

## Historia
Los chinos suelen llamar a la revuelta, la rebelión de Du Wenxiu, haciendo referencia al fundador del Sultanato de Dali, que fue el líder religioso islamista más importante de la época en la región de Yunnan. Yunnan solo llegó a formar parte del Imperio chino en el siglo XIII, en la época de la invasión mongola, que trajo a los hui a la región. Hasta el reinado del emperador Qing Yongzheng (1723-1735), gran parte de la provincia estaba dirigida por jefes locales con muy poca interferencia gubernamental en la capital provincial Kunming. Algunas peculiaridades topográficas de la región, como las altas montañas, ausencia de ríos navegables y de caminos transitables para vehículos con ruedas, favorecieron su aislamiento. Sin embargo, las ricas minas de cobre del este de Yunnan eran de especial interés para el Imperio.
Entre 1775 y 1850, hubo una migración masiva de la etnia han a la región de Yunnan, lo que elevó la población local de 4 a 10 millones de habitantes y desestabilizó la región. Entre 1818 y 1833 hubo hasta tres revueltas en la región.
La discriminación de la administración imperial de China contra los hui provocó diferentes revueltas. Aunque algunas fuentes sugieren que la rebelión de los panthay se originó únicamente como un conflicto entre los mineros han y hui en 1853, las tensiones han-hui habían existido durante décadas antes del evento, incluida una masacre de tres días de los hui por parte de los han y funcionarios Qing en 1845. Los hui y los han fueron considerados y clasificados por la dinastía Qing como dos grupos étnicos diferentes, y los hui no fueron considerados exclusivamente como una clasificación religiosa.
Se produjeron una serie de actos de violencia anti-hui que alcanzaron su punto álgido en 1856 en la capital provincial de Kunming, donde murieron cerca de ocho mil huis. La masacre de musulmanes fue organizada por un funcionario manchú Qing, responsable de reprimir la revuelta, lo que provocó una insurgencia multiétnica en toda la provincia.
El funcionario manchú que inició la represión fue Shuxing'a, que desarrolló un profundo odio hacia los musulmanes después de un incidente en el que fue desnudado y casi linchado por una turba de musulmanes. En venganza, ordenó que varios rebeldes musulmanes fueran cortados lentamente hasta su muerte. Tariq Ali escribió sobre el incidente en una de sus novelas, afirmando que los musulmanes que casi habían linchado a Shuxing'a no eran musulmanes hui sino que pertenecían a otra etnia, aunque el funcionario manchú culpó a todos los musulmanes por el incidente.
La rebelión comenzó como levantamientos locales generalizados en prácticamente todas las regiones de la provincia. Fueron los rebeldes del oeste de Yunnan, bajo el liderazgo de Du Wenxiu, quienes, al hacerse con el control de Dali en 1856 (que conservaron hasta su caída en 1872), se convirtieron en el principal centro militar y político de oposición al gobierno Qing. Ejercieron la violencia contra los mandarines locales y terminaron desafiando al gobierno central de Pekín. El gobierno imperial se vio obstaculizado por una profusión de problemas en varias partes del Imperio, siendo la más grave, la rebelión Taiping. Era una época en la que China todavía estaba sufriendo las conmociones causadas por la primera serie de tratados desiguales, como el Tratado de Nanking. Todas estas circunstancias favorecieron el poder musulmán en Yunnan, en esos momentos.
Los rebeldes capturaron la ciudad de Dali, convirtiéndose en la base de sus operaciones. Declararon una nación denominada Pingnan Guo (Ping-nan Kuo; chino simplificado: 平 南国; lit .: 'Estado pacificado del sur') separada de China. Los rebeldes identificaron a su nación como Pingnan Guo (Ping-nan Kuo; chino: 平 南国; lit .: 'Estado pacificado del sur'). Su líder Suleimán ibn `Abd ar-Rahman o Du Wenxiu (1823–1872) [originalmente Yang Xiu (杨秀)] era llamado Qa'id Jami al-Muslimin ('Líder de la comunidad de musulmanes', pero generalmente es conocido en fuentes extranjeras como "sultán Soleimán"). Du había nacido en Yongchang, en una familia china han, que se había convertido al islam.
Además de Du Wenxiu, Ma Rulong y Ma Dexin se destacaron como líderes de la rebelión, que resultaría frágil debido a la falta de una ideología unificadora. En 1862, Ma Rulong no ofreció resistencia a un asedio del ejército Qing contra Kunming, a cambio de su integración en la jerarquía militar del Imperio. Cuando el gobierno imperial chino hubo logrado superar sus problemas más inmediatos, en 1871 empezó a lanzar una fuerte campaña, con tropas suficientes, para aniquilar la rebelión hui de Yunnan. El sultán Suleimán pidió ayuda al Imperio Británico, pero este se negó a intervenir, mientras que el ejército Qing, era apoyado por artilleros franceses. Frente a un ejército chino modernamente equipado, las tropas mal equipadas del sultanato no pudieron apenas resistir.
Tras feroces combates en los que el ejército manchú perdió alrededor de 20.000 hombres, el sultanato fue derrotado finalmente el 26 de diciembre de 1872, el sultán decapitado y su cabeza, conservada en miel, enviada a Pekín para atestiguar la magnitud de la victoria.